# Geocoin

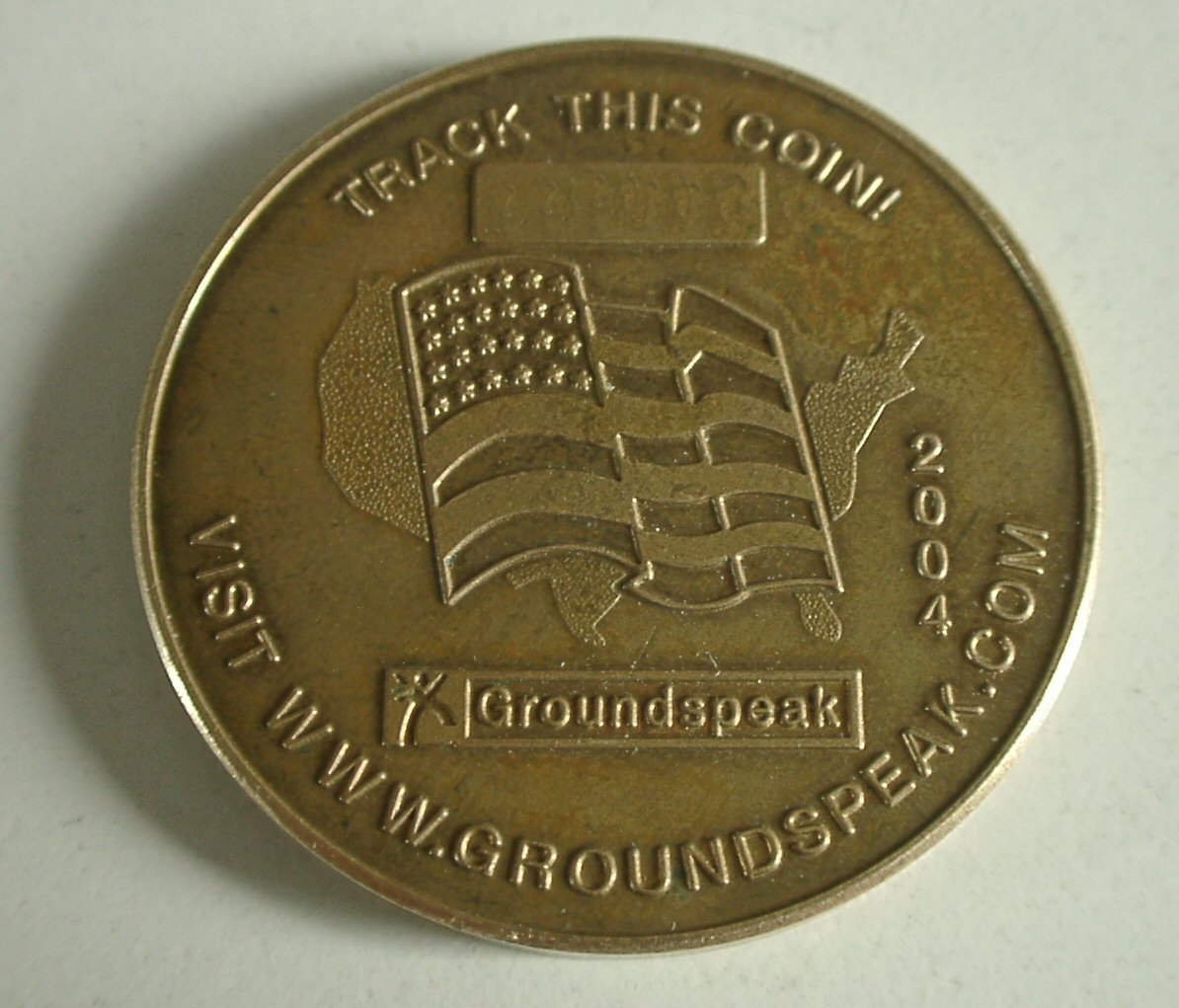
Beispiel für eine schlichte Geocoin

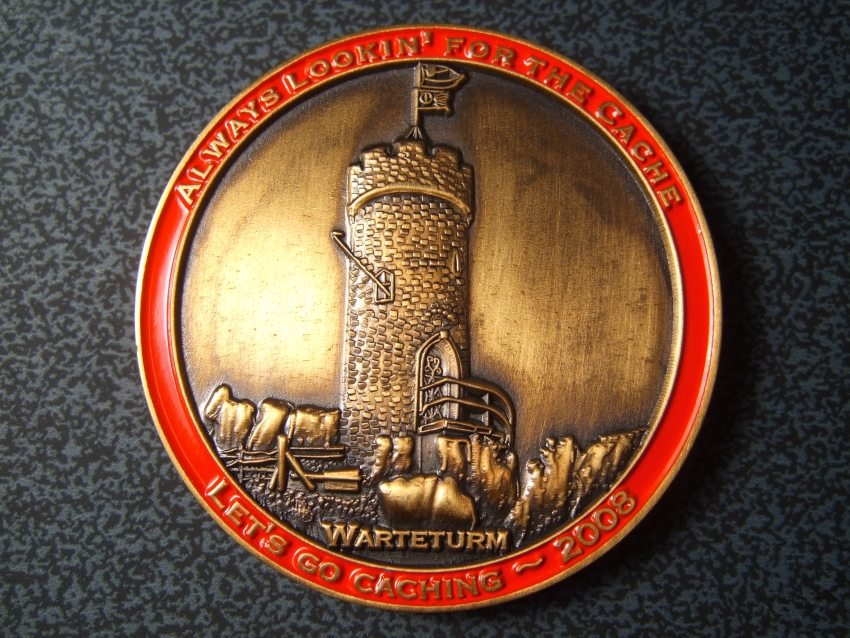
Avers einer mehrfarbigen Geocoin

Revers derselben Geocoin

Als Geocoin wird eine Art Medaille bezeichnet, die wie ein Spielstein bei einem Brettspiel von Geocache zu Geocache reisen soll und deren Route dann im Internet nachvollzogen werden kann. Obwohl Geocoins häufig umgangssprachlich als Münzen bezeichnet werden, sind es genau genommen Medaillen ohne Geldwert. Geocoins stellen eine besondere Form von Trackables dar, womit allgemein alle logbaren reisenden Gegenstände beim Geocaching bezeichnet werden.
Das grammatische Genus des Wortes im umgangssprachlichen deutschen Sprachgebrauch ist nicht gefestigt. Gebräuchlich sind sowohl die feminine als auch die maskuline Form. Auf Geocaching.com, der größten Internetplattform für dieses Hobby, wird bei allen deutschsprachigen Texten ausschließlich die weibliche Form als Geschlecht verwendet. Nachfolgend wird der Begriff im Rahmen des vorliegenden Artikels mit femininem Genus verwendet.

## Aussehen
Eine Geocoin hat üblicherweise den Durchmesser von 1½ bis 2 Zoll (≈ 38 bis 51 mm) und eine Dicke zwischen 2,5 und 4 mm. Coins in der Größe von 1 Zoll (≈ 25 mm) nennt man Mikro-Coins. Diese Coins lassen sich auch in Mikro-Geocaches (z. B. Filmdosen) platzieren. Die kleinsten Geocoins mit ½ Zoll (≈ 13 mm) sind die Nano-Coins, die seit 2009 vertrieben werden. Von einer Makro-Coin spricht man ab einem Durchmesser von 3 Zoll (76 mm) und mehr. Nur etwa die Hälfte aller Geocoins sind kreisrund. Das Grundmaterial ist entweder Bronze (bei Prägung) oder eine Zinklegierung (bei Metallguss).
Im Zuge von größeren Geocaching-Events werden gelegentlich überdimensionale Repliken der offiziellen Event-Geocoins (beispielsweise aus bemaltem Sperrholz) als Einzelstücke hergestellt und mit einem Trackingcode versehen. Dabei handelt es sich jedoch nicht um reguläre Geocoins, die von Geocache zu Geocache reisen sollen oder Teil einer privaten Sammlung sind, sondern um Ausnahmen.
Auf den meisten Geocoins ist eine individuelle sechsstellige Seriennummer eingeprägt, die auch als Tracking-ID, Trackingcode oder Trackingnummer bezeichnet wird. Mit dieser Seriennummer können Geocacher den Fund der Coin (z. B. in einem Geocache oder auf einem Eventcache) und das Ablegen in einem anderen Geocache auf Geocaching.com loggen. Damit auch Dritte den Weg, den die Geocoin zurückgelegt hat, im Internet verfolgen können, steht auf der Internetseite einer aktivierten Geocoin anstelle der Trackingnummer ein als „Referenznummer“ bezeichneter Code (siebenstellig, beginnend mit dem Affix „TB“), der das Verfolgen der Geocoin von Geocacher zu Geocacher ermöglicht, jedoch ein Loggen unterbindet.
Diese Trackingcodes werden von Groundspeak verkauft und kosten den Hersteller je 1,50 US-Dollar (Stand: 2023). Sie sind sechs- bis achtstellig: Die ersten zwei Stellen sind bei jeder Geocoinserie gleich, dann folgt ein vier- bis sechsstelliger alphanumerischer Code. Manche Geocoins weisen noch eine weitere Nummer auf (meist dreistellig): Dies ist die fortlaufende Seriennummer (die keine weitere Bedeutung hat).
Hat man eine Geocoin gefunden und geloggt, erscheint der Fund auf der persönlichen Statistikseite des Geocachers mit einem besonderen, dem Trackable zugeordnetem Symbol. Manche Geocacher legen besonderen Wert darauf, möglichst viele dieser Icons zu sammeln. Für ein individuelles Icon verlangt Groundspeak vom Hersteller eine einmalige Gebühr von 150 US-Dollar (Stand: 2023).
Es ist auch möglich, Geocoins ohne Weitertransport zu loggen, das so genannte Discovern ('entdecken'). Der Besitzer des Trackables erhält bei jedem Log eine Statusmeldung des aktuellen Ortes bzw. Halters per E-Mail. Daneben gibt es die Funktion Visit ('besuchen'): Dabei wird die Geocoin virtuell in einen Geocache gelegt und gleich wieder entnommen – diese Zwischenstationsmeldung bringt gleichzeitig den Kilometerzähler auf den aktuellen Stand. Falls eine Geocoin verloren geht bzw. nicht mehr auffindbar ist, wird Missing ('verschollen') geloggt. Diese Logart ist zurzeit nur möglich für den Coinbesitzer und den Besitzer des Geocaches, in dem diese das letzte Mal eingeloggt wurde.
Vor dem In-Umlauf-Bringen eines Trackables muss dieser aktiviert werden. Dazu ist ein Aktivierungscode erforderlich, der entweder mit der Geocoin geliefert wird oder von einer Website (meistens der des Herstellers) bezogen werden muss. Seit Ende 2010 ist der Aktivierungscode auch direkt über geocaching.com/track erhältlich. Jeder Trackable kann, wie auch ein Geocache selbst, jederzeit auf einen andern Spieler im Rahmen einer so genannten Adoption übertragen werden.

## Geschichte
Die ersten Geocoins wurden von dem Geocacher mit dem Spielernamen Moun10Bike ab 2001 in Umlauf gebracht; Moun10Bike ist inzwischen hauptberuflich bei Groundspeak tätig. Diese Medaillen waren von Anfang an über die zentrale Geocaching-Website trackbar und dienten damit als Vorbild für die Vielzahl der heute existierenden Geocoins. Wegen ihrer geringen Auflage sind Moun10Bike-Geocoins besonders gefragt und zirkulieren normalerweise gar nicht. Entsprechend selten ist ein Fund einer solchen Medaille in einem Geocache.

## Ausgaben
Im Mai 2017 gab es schon über 9800 verschiedene Geocoindesigns (Mai 2016; 8900, Mai 2015: 8000, Mai 2014: 7100, Mai 2013: 6100: Mai 2012: 5200, Mai 2011: 4600, Mai 2010: 3500, Mai 2021: 12000) – täglich kommen im Schnitt zwei bis drei neue hinzu. Die meisten erscheinen zudem in verschiedenen Ausführungen, die als „Editionen“ (Ausgaben) bezeichnet werden, wie beispielsweise verschiedene Metall-Finishings (Plattierungen) wie Gold, Mattgold, Silber, Kupfer, Bronze, Nickel, Black Nickel/Gun (BN), Antikgold/Altgold (AG), Antiksilber/Altsilber (AS), Chrom. Auch die Farbgebung kann je nach Edition variieren. Für solche Editionen werden folgende gängigen Kürzel verwendet (nach Auflage):
- RE – Regular Edition
- SE – Special Edition, manchmal auch als Standard Edition (= RE) interpretiert
- LE – Limited Edition
- XLE – Extra Limited Edition
- XXLE – Extremely Extra Limited Edition
- XXXLE – wie oben, nur noch seltener
- AE – Artist Edition (meist in sehr kleinen Auflagen)
- PE – Personal Edition oder Producer Edition

Die ganz limitierten Coinserien erscheinen in Auflagen von etwa 10 bis 30 Stück. Sammler zahlen dafür, je nach Design, sehr hohe Preise. Zudem werden immer häufiger Artist Editions hergestellt, das sind Coinausführungen, die nicht im Handel erhältlich sind, sondern im Normalfall nur getauscht werden können. Mehr als 85 % aller Geocoins werden nie in Umlauf gebracht, sondern gesammelt und getauscht. Zu diesem Zweck werden auch, zwar selten, Geocoins ohne Tracking-ID angeboten.

## Probleme
Verglichen mit Travelbugs gehen Geocoins häufiger auf ihrer Reise verloren, wobei über die Ursachen nur spekuliert werden kann. Ein ansprechendes Design weckt möglicherweise Begehrlichkeiten und Sammelleidenschaften, und ein hohes Gewicht suggeriert möglicherweise einen gewissen nominellen Wert.

## Weitere Arten von Trackables
Eine Ergänzung zu Geocoins sind Pathtags („Pfadmarken“), die 2006 unabhängig von Geocaching.com eingeführt wurden. Diese haben die einheitliche Standardgröße einer Ein-Euro-Münze (23 mm Durchmesser) sowie ein Loch, damit sie an den Schlüsselbund o. ä. gehängt werden können. Alle Pathtags desselben Designs tragen dieselbe sechs- oder siebenstellige Nummer (im Gegensatz zu den Geocoins, bei denen alle einen individuellen, sechsstelligen Code haben). Geloggt (nur Fund) und hergestellt werden Pathtags nur über die Website „pathtags.com“, wo den Pathtag-Besitzern auch Tools zum Tausch zur Verfügung stehen.
Weitere Alternativen für kostenfreie Trackables außerhalb von Geocaching.com sind Geokrets und Geolutins. Die Plattformen für diese Trackables bieten jedoch nur eine Nummernverwaltung/-verfolgung an. Die Objekte zur Zirkulation müssen von den Geocachern selbst hergestellt und mit der entsprechenden Trackingnummer versehen werden.
Im Jahr 2011 neu hinzugekommen sind die 30 mm großen Geosems. Wie beim Pathtag steht auch bei einem Geosem das Tauschen eines persönlichen Gegenstandes im Vordergrund, das Verfolgen online ist keine Kernfunktion dieser Art von Sammlermedaillen.